# マーガレット・カストロ
マーガレット・カストロ（ Margaret Castro-Gomez 1959年8月22日-) は、アメリカ合衆国ニューヨークブルックリン出身の柔道選手。現役時代は72kg超級の選手。身長188cm。体重120kg。

## 人物
巨体を活かして1970年代後半から国際大会で活躍していた。1982年の世界選手権では2位となった。1983年に初めて開催された福岡国際では72kg超級の初代チャンピオンとなった。その後、1984年と1987年の世界選手権でも3位となった。1988年ソウルオリンピック(公開競技)では3位だった。2008年にはその功績が称えられて、アメリカ柔道の殿堂入りを果たした。

## 主な戦績
(階級表記のない大会は全て72kg超級での成績)
- 1977年 - イギリス国際 72kg超級 3位 無差別 優勝
- 1978年 - イギリス国際 72kg超級 優勝 無差別 優勝
- 1979年 - イギリス国際 72kg超級 優勝 無差別 優勝
- 1982年 - イギリス国際 優勝
- 1982年 - 世界選手権 2位
- 1983年 - パンアメリカン競技大会 無差別 優勝
- 1983年 - 福岡国際 72kg超級 優勝 無差別 2位
- 1984年 - 世界選手権 3位
- 1984年 - 福岡国際 72kg超級 3位 無差別 2位
- 1985年 - 福岡国際 無差別 3位
- 1987年 - パンアメリカン競技大会 72kg超級 2位 無差別 優勝
- 1987年 - 世界選手権 3位
- 1988年 - パンナム選手権 72kg超級 優勝 無差別 優勝
- 1988年 - ソウルオリンピック 3位